# Carl Ernst von Hagen
Carl Ernst von Hagen (* 2. Dezember 1749 in Magdeburg; † 15. Januar 1810 in Haus Nienburg) war ein preußischer Landrat im Fürstentum Halberstadt. Aufgrund zahlreicher Anekdoten erhielt er den Beinamen „der tolle Hagen“. Sein Sohn Carl von Hagen wurde preußischer Major und danach erster Landrat des Kreises Mühlhausen.

## Leben und Wirken
Carl Ernst von Hagen stammte aus einem alten Adelsgeschlecht in Pommern und war der Sohn des preußischen Hauptmanns Hans Sigismund von Hagen. Nach dem Besuch der Domschule in Halberstadt begann er mit  vierzehn Jahren eine Militärlaufbahn im Infanterieregiment Nr. 21 in Halberstadt und wurde bereits 1766 zum Fähnrich ernannt.
Im Alter von 25 Jahren heiratete er 1776 die sechzigjährigen, kinderlosen Witwe Juliane Eleonore von Unruh. Sie war die Besitzerin von Haus Nienburg und wollte auf diese Weise das Gut als Erbe dem von ihr besonders geschätzten jungen Offizier zukommen lassen. Als sie 1776 starb, blieb Hagen noch ein Jahr als Adjutant in Halberstadt, dann nahm er seinen Abschied aus dem militärischen Dienst und siedelte zum Gut über. Er heiratete 1778 die Gräfin Luise von Schlitz, wurde aber 1784 erneut zum Witwer. Im Jahr darauf erhielt er von Friedrich dem Großen die Ernennung zum Landrat im Fürstentum Halberstadt. Hagen stellte in seiner neuen Position auf Empfehlung seines Halberstädter Freundes Gleim den Dichter Christoph August Tiedge als Kreissekretär ein. Neben Gleim war Hagen auch mit Johann Wolfgang von Goethe bekannt, der ihn auf der Rückreise von Helmstedt in Haus Nienburg 1805 besuchte. 1806 machte auch Preußenkönig Friedrich Wilhelm III. Rast in Haus Nienburg, als er nach der verlorenen Schlacht bei Jena und Auerstedt durch das Harzvorland reiste. Später ernannte er Hagens Sohn Carl von Hagen zum Kammerherrn und stellte ihn als Leutnant in seinen Dienst.

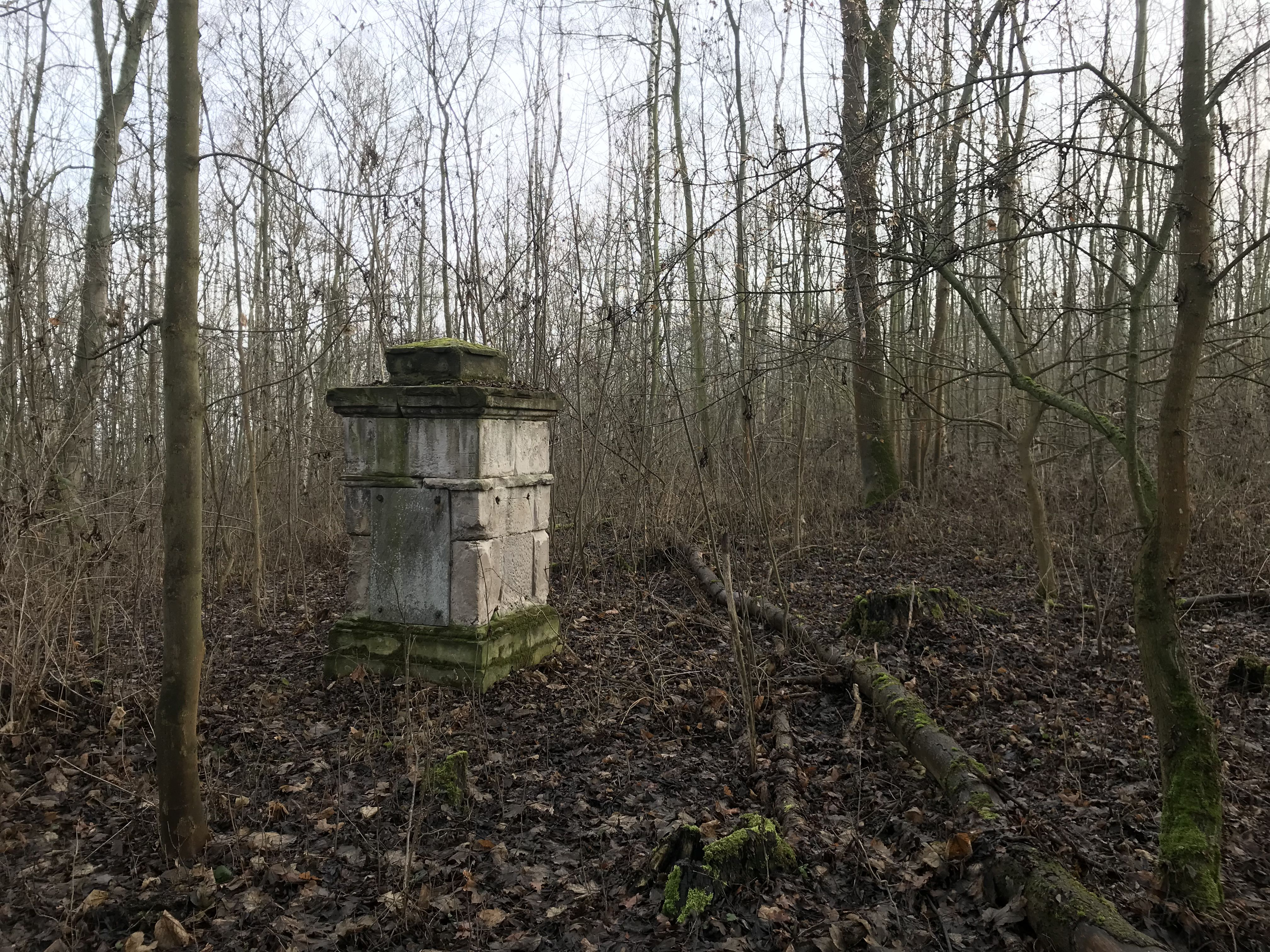
Grabmal des Carl Ernst von Hagen (alias "Toller Hagen") oberhalb von Haus Nienburg.

### Familie
Hagen heiratete 1775 Juliane Eleonore von Unruh geb. Henning († 1776). Die Ehe war kinderlos.
Nach ihrem Tod heiratete er 1778 Gräfin Luise von Schlitz († 1784). Das Paar hatte mehrere Kinder, darunter:
- Luise Albertine Amalie (* 17. Februar 1779; † 14. Dezember 1818) ⚭ Friedrich von Motz (* 18. November 1775; † 30. Juni 1830)
- Carl Albert Kolumbus Werner (* 24. März 1780; † 8. Dezember 1837) ⚭ Freiin Luise von Soden (* 14. Mai 1792; † 27. Januar 1860)

Nach dem Tod seiner zweiten Frau heiratete er 1786 Wilhelmine Henriette Philippine von Arnstedt (* 26. Januar 1863; † 23. März 1814). Das Paar hatte mehrere Kinder, darunter:
- Auguste Luise Johanna Pennina (* 12. Oktober 1786; † 31. Januar 1840) ⚭ 1807 (Scheidung) Dedo von Krosigk († 21. März 1857), Herr auf Poplitz
- Ernst Friedrich Abraham Jakob (* 16. Jui 1789; † 1863), Herr auf Vollenborn[1] ⚭ Johanna Frederike Amalie Fricke

Aus seiner zweiten und dritten Ehe hatte Hagen insgesamt 13 Kinder, von denen jedoch nur vier das Kindesalter überlebten. Er selbst starb am 15. Januar 1810 und wurde oberhalb von Haus Nienburg in einem Wäldchen begraben, wo noch heute sein Grabmal zu finden ist.

## Die Streiche des „tollen Hagen“

### Das Wirtshaus „Zum blanken A.“

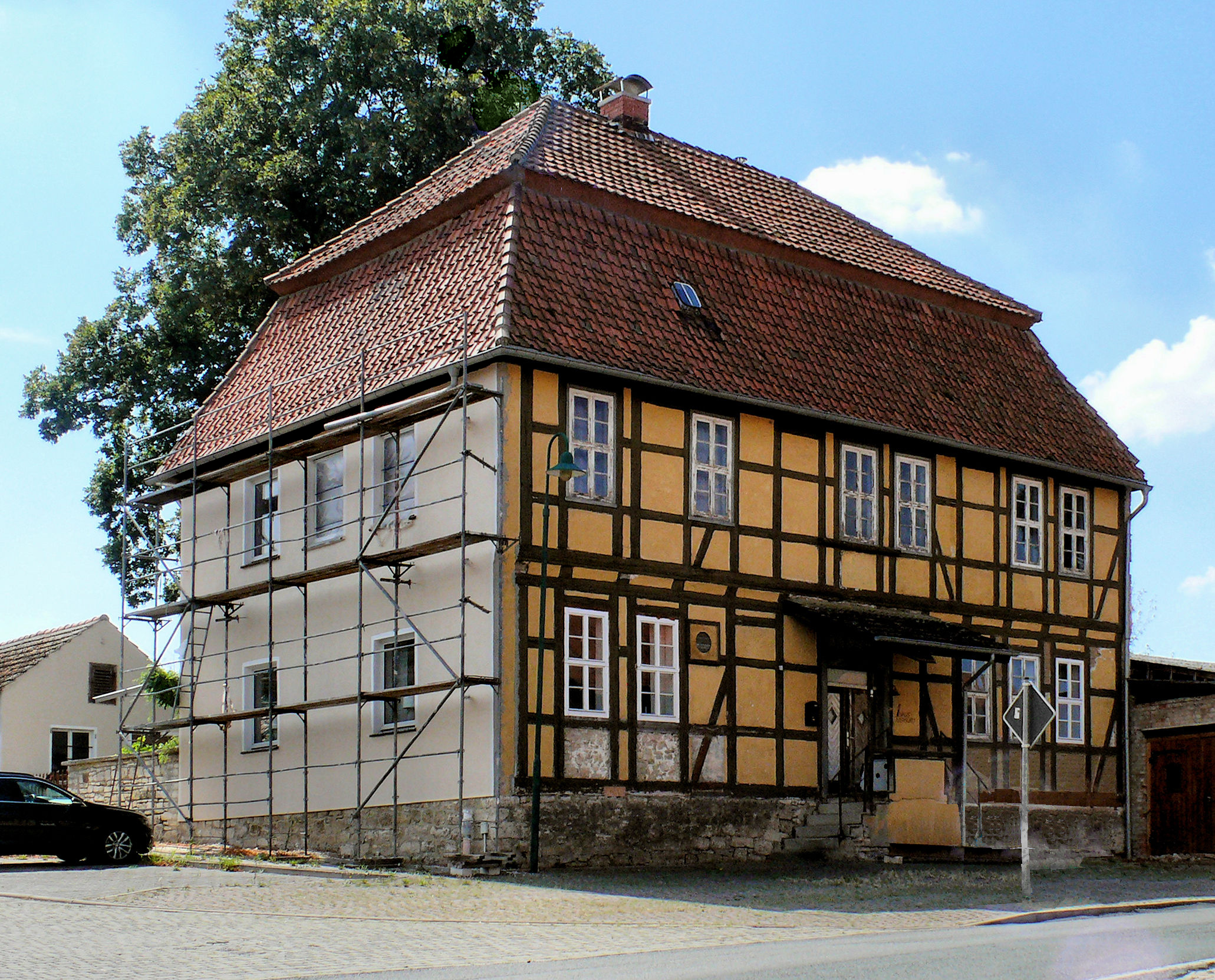
Ehemaliger Gasthof in Haus Nienburg (Eilenstedt), zu Zeiten des „Tollen Hagen“ Gasthof „Zum blanken A…“

Durch den Aufenthalt Goethes im Wirtshaus von Haus Nienburg ist die Kuriosität dieses Ortes in der Literatur verankert. 1775 hatte der „tolle Hagen“ an der Fassade des Gasthauses ein Bild anbringen lassen, auf dem eine flämische Wirtin die Forderungen eines Steuereinnehmers mit ihrem blanken Hinterteil beantwortete. Gelegentlich ist zu lesen, Goethe habe nach seinem Besuch die Gaststätte daraufhin „Zum blanken A.“ genannt, was aber unwahrscheinlich ist. In der Zeitschrift Zwischen Harz und Bruch hieß es zum Beispiel: „Die durch Goethe selbst in seinen Tages- und Jahresheften viel später überlieferten Erinnerungen und die des damaligen Hauslehrers Weitze überliefern vermischte Empfindungen, die bei Goethe eher eine leichte Betroffenheit gegenüber den derben Witzen des ‚tollen Hagen‘ hinterlassen.“

### Das Schweinerennen
Nach einem Besuch von einigen Rittmeistern und Leutnants, über die sich Hagen ärgerte, provozierte er seine Gäste beim Abschied im Hof mit den Worten „Die Pferde taugen nichts! … Meine Schweine laufen ja schneller als diese Gäule!“. Damit seine Äußerungen nicht in einen Streit ausarteten, schlug er eine Wette vor. Über eine Strecke von einer Meile wollte er die Schweine von Haus Nienburg, die im Sommer auf einer Koppel im Freien gehalten wurden, gegen die Offiziere antreten lassen. Umgehend begann Hagen mit der Vorbereitung des „Schweinerennens“. Er ließ die Fütterung in täglich immer größerer Entfernung entlang der Straße einteilen, sodass die Tiere am Tag der Entscheidung fast auf Kommando allein nach Haus Nienburg liefen und es den Offizieren nicht gelang, an ihnen vorbeizureiten.

### Der entführte Abt
Bei einem Spaziergang mit dem befreundeten Abt des Klosters Huysburg an einem heißen Sommertag kam Hagen auf die Idee, den Abt zu entführen und zu seinem Gut zu fahren, wo er ihn in einem seiner Gästezimmer unterbrachte – aber einsperrte. Nach drei Tagen „Haft“ mit allerlei gelehrten Gesprächen, die Hagen sehr liebte, brachte er ihn persönlich zum Kloster zurück und genoss die Freude der Mönche über das Wiederauftauchen ihres Oberhaupts.

### Kinder
Bei der Namensgebung seiner Kinder zeigte Hagen seine Vorliebe für Eigenarten. So nannte er ein Zwillingspärchen Adam und Eva, Söhne nach den vier Evangelisten Matthäus, Markus, Lukas und Johannes mit einem darangehängten Ludwig. Bei der Verwendung mehrerer Vornamen wurden mitunter recht eigenwillige Namen eingefügt. So hieß eine Tochter Johanna Pennina Luise Augusten, sein ältester Sohn Carl Columbus Albert Werner und der jüngste Sohn Ernst Friedrich Abraham Jakob.

### Weitere Streiche
Als nicht sehr konsequenter Bürokrat soll er von der Kriegs- und Domänenkammer in Halberstadt getadelt worden sein, weil unter einem seiner Berichte ein „Submissionsstrich“ fehlte. Seinem Humor gemäß schickte er der Behörde als Antwort einen Brief mit verschiedenartigen Strichen und bat darum, sich „bei etwaiger Wiederholung der Unterlassungssünde den fehlenden Strich nach hohem Ermessen daraus selbst aussuchen zu wollen.“
Bei einem anderen Schreiben an das „Pupillen-Kollegium“ adressierte er den Brief „An ein Königliches Pup. Kollegium“ und erhielt für die zweideutige Abkürzung eine Rüge. Er entschuldigte sich in einer schriftlichen Antwort: „er gestatte sich die vergessenen Pillen ganz ergebenst nachzusenden.“
Zur Beerdigung seiner ersten Frau soll Hagen gegen den Leichenwagen ein Wettrennen zur Grabstätte veranstaltet haben.
Da zu den häufigen Jagden im Huywald auch mal die Frauen mitkommen wollten, ließ Hagen die Kutsche mit den Damen in einen Teich fahren und vom Kutscher die Pferde ausspannen. Während die Frauen dort festsaßen, konnten die Männer ungestört zur Jagd reiten.